# Petteria ramentacea
Petteria ramentacea er en løvfældende busk med en opret og halvkugleformet, tæt vækst. Blomsterne dufter kraftigt, men bælge og frø er giftige som Guldregns.

## Beskrivelse
Barken er først lysegrøn og glat. Senere bliver den grågrøn og let stribet. Knopperne sidder skjult under de omdannede akselblade. Bladene er trekoblede med ovale og helrandede småblade. Over- og underside er lyst græsgrønne, undersiden dog med svag behåring. 
I maj måned dannes de korte, endestillede toppe af gule blomster. Hver enkelt blomst er ca. 2 cm lang. Frugterne er korte bælge. Frøene modnes vist nok ikke her i landet.
Busken danner et dybtgående og vidt udbredt rodnet. 
Højde x bredde og årlig tilvækst: 2 x 2 m (25 x 24 cm/år).

## Hjemsted
Petteria ramentacea er en endemisk art, som kun findes langs Kroatiens, Montenegros og Albaniens kyster. Her vokser den på tør kalkbund sammen med bl.a. Almindelig Liguster, Bjerg-Stenfrø, Daphne blagayana, Farve-Visse, Juniperus oxycedrus, Karryplante, Kirsebær-Kornel, Klit-Rose, Læge-Salvie, Navr, Sambucus ebulis, Slåen, Småbladet Elm, Sort-Fyr, Tyrkisk Hassel og Vitis sylvestris og løgvækster som: Almindelig Perlehyacint, Pinselilje og Tobladet Skilla.